# Chauffe-eau solaire
 (décembre 2014).
Pour les articles homonymes, voir CESI.
Un chauffe-eau solaire est un dispositif de captage de l'énergie solaire destiné à fournir partiellement ou totalement de l'eau chaude sanitaire (ECS).
Quand il est destiné à une maison individuelle ou à l'usage d'un seul foyer, on parle de CESI, pour « Chauffe-Eau Solaire Individuel ».
Ce type de chauffage de l'eau permet, habituellement, de compléter les autres types de chauffage de l'eau, exploitant d'autres sources énergétiques (électricité, énergies fossiles, biomasse, etc.) ; dans certaines conditions il permet de les remplacer totalement. L'énergie solaire étant renouvelable, ce type de chauffage permet de produire 50 à 70% de l'énergie de chauffage de l'eau. L'installation de tels dispositifs est encouragée par de nombreux États et collectivités via la fiscalité, des primes et/ou une obligation d'installation sur les nouvelles constructions.

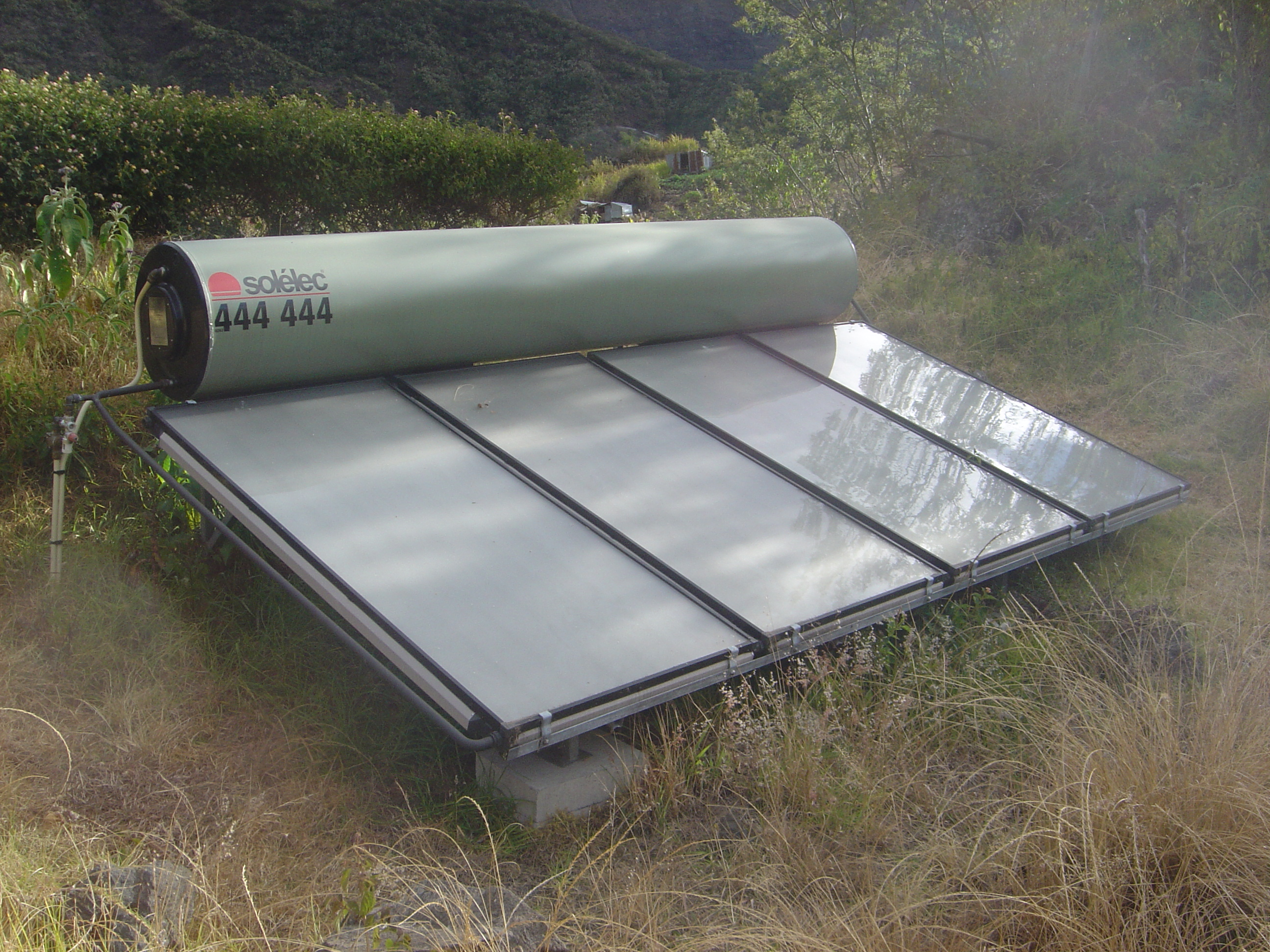
Chauffe-eau solaire de type monobloc : capteurs et ballon de stockage sont sur le même châssis ; ce type d'installation (peu esthétique) est réservé aux régions hors gel.

## Part de l'énergie solaire

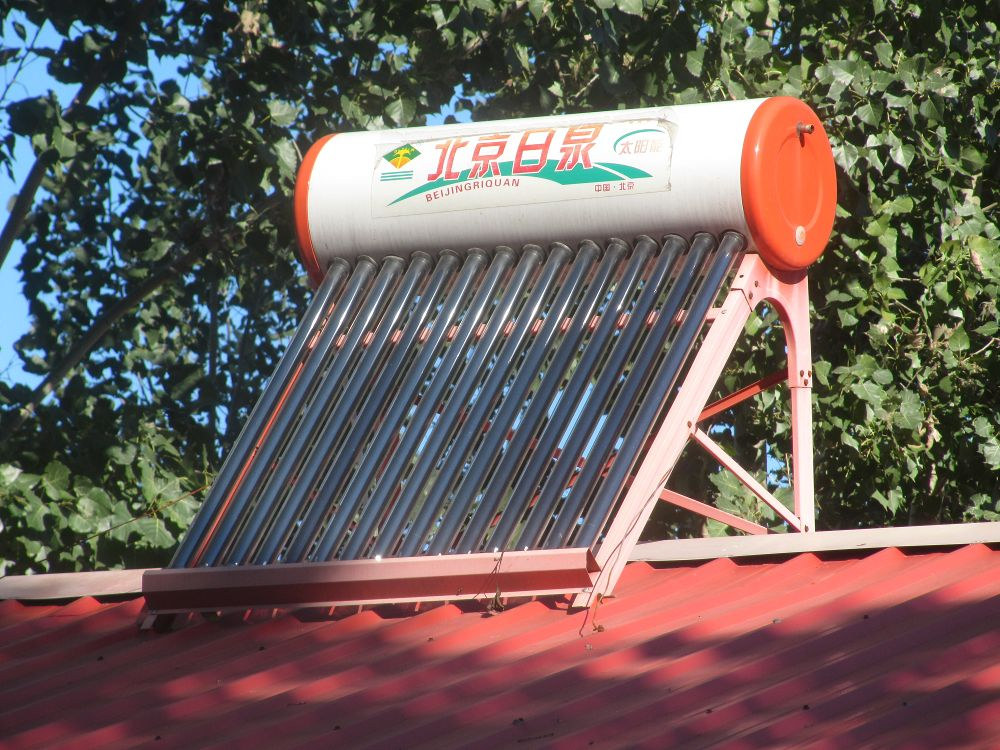
Chauffe-eau solaire à tubes sous vide à Pékin.

La part de l'énergie solaire correspond au taux de couverture solaire, c'est-à-dire le rapport entre l'énergie fournie par la partie solaire d'une installation et la consommation totale de l'installation. En Europe de l'Ouest, un chauffe-eau solaire permet de réaliser environ deux tiers (66 %) d'économie sur les besoins en eau chaude, qu'il s'agisse de maisons individuelles (chauffe-eau solaire individuel (CESI)) ou de structures collectives (chauffe-eau solaire collectif (CSC)).[réf. nécessaire]
Dans les pays méditerranéens (par exemple, Grèce, Turquie, Israël), certains pays d'Asie notamment la Chine (2 555,9/8 760 heure d'ensoleillement par an à Pékin, contre 1 661.6 pour Paris), ou dans les Caraïbes, les chauffe-eau solaires sont plus habituels. Compte tenu d'un ensoleillement régulier, intense, et d'une température ambiante élevée, l'équipement est beaucoup plus simple, fréquemment constitué d'un simple ballon en toiture non isolé thermiquement, qui fait usage de capteur solaire en même temps que de réservoir d'eau chaude.

## Technique des panneaux solaires thermiques

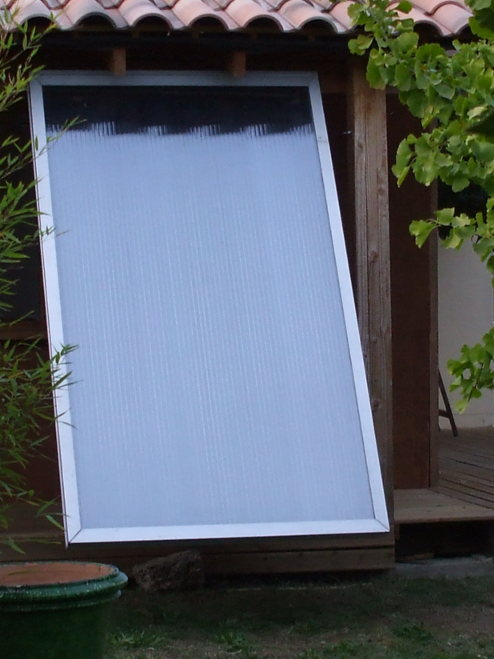
Un capteur plan auto-construit, monté en façade.

Il existe principalement trois types de panneaux solaires thermiques : 
les capteurs plans non-vitrésde l'eau circule dans un tube absorbeur, généralement peint en noir et à l'air libre ;
les capteurs plans vitrésun fluide caloporteur circule dans un tube absorbeur, à l'intérieur d'un caisson, vitré sur la face exposée au soleil et isolé sur les autres. Ces capteurs, à la fois simples et performants, peuvent être auto-construits ;
les collecteurs à tubes sous videces capteurs sont plus complexes car chaque élément est constitué de deux tubes de verre concentriques, isolés par le vide. Le fluide caloporteur circule dans un dispositif placé dans le tube central. La très bonne isolation thermique fournie par le vide limite les déperditions, ce qui permet d'atteindre de plus hautes températures lorsque l'écart de température avec l'extérieur est important, donc notamment en hiver, ou sous des climats froids. Les tubes ont un revêtement interne permettant de capturer jusqu'à 80 % de l'énergie solaire.

## Histoire

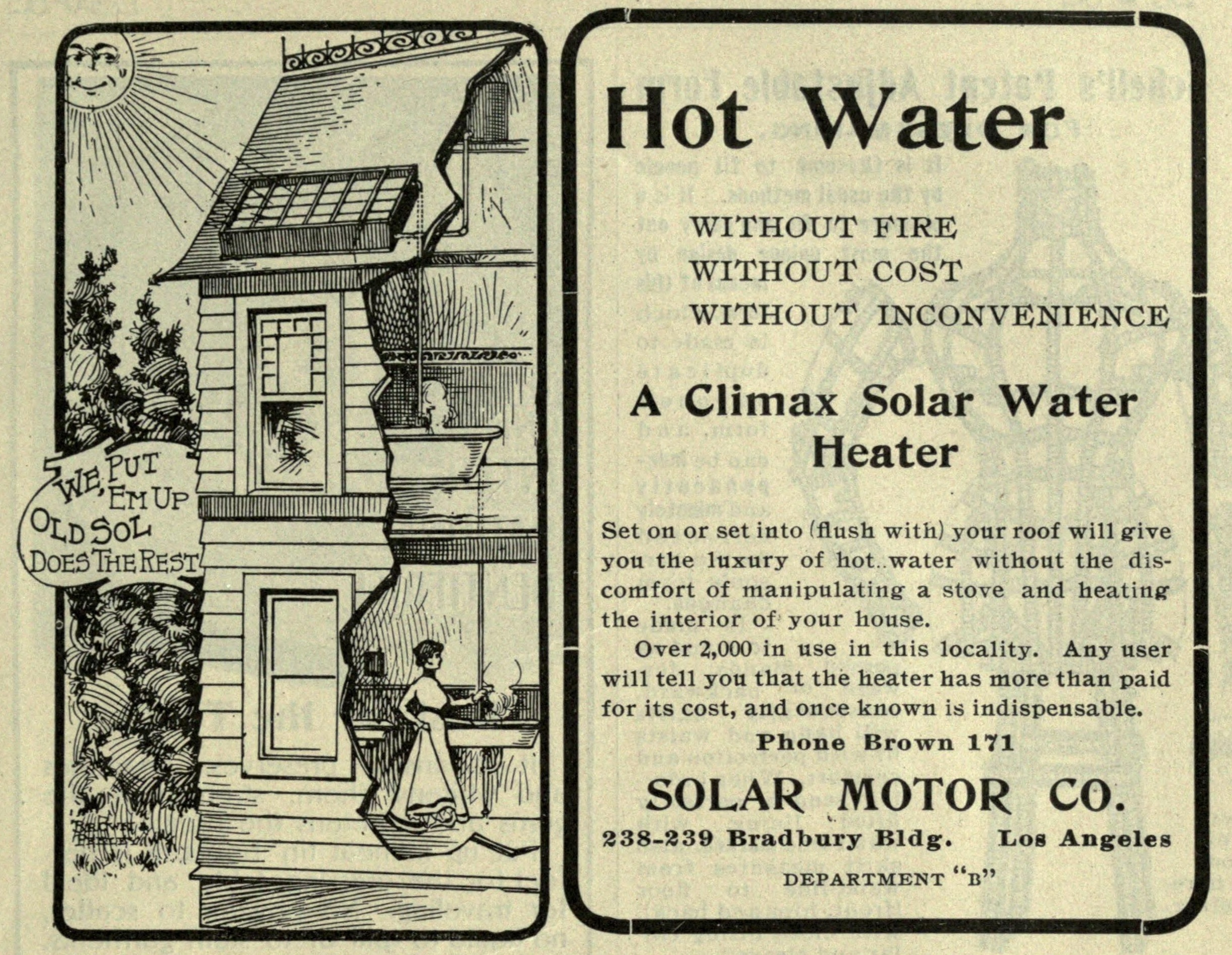
Une publicité pour un chauffe-eau solaire datant de 1902

Les premiers enregistrements de collecteurs solaires aux États-Unis remontent avant 1900, avec l'utilisation d'un réservoir peint en noir monté sur un toit. En 1896, Clarence Kemp de Baltimore a placé un réservoir dans une boîte en bois, créant ainsi le premier 'chauffe-eau en lot' tel qu'il est connu aujourd'hui. Frank Shuman a édifié la première centrale solaire thermique du monde à Maadi, en Égypte, en se servant de réflecteurs paraboliques pour alimenter un moteur de 45 à 52 kilowatts (60 à 70 chevaux), qui acheminait 23 000 litres (6 000 gallons américains) d'eau par minute du Nil vers les champs de coton avoisinants.
Des collecteurs plans pour le chauffage solaire de l'eau ont été utilisés en Floride et en Californie du Sud dans les années 1920. L'intérêt a augmenté en Amérique du Nord après 1960, mais surtout après la crise pétrolière de 1973.
L'énergie solaire est utilisée en Australie, au Canada, en Chine, en Allemagne, en Inde, en Israël, au Japon, au Portugal, en Roumanie, en Espagne, au Royaume-Uni et aux États-Unis.

### Méditerranée

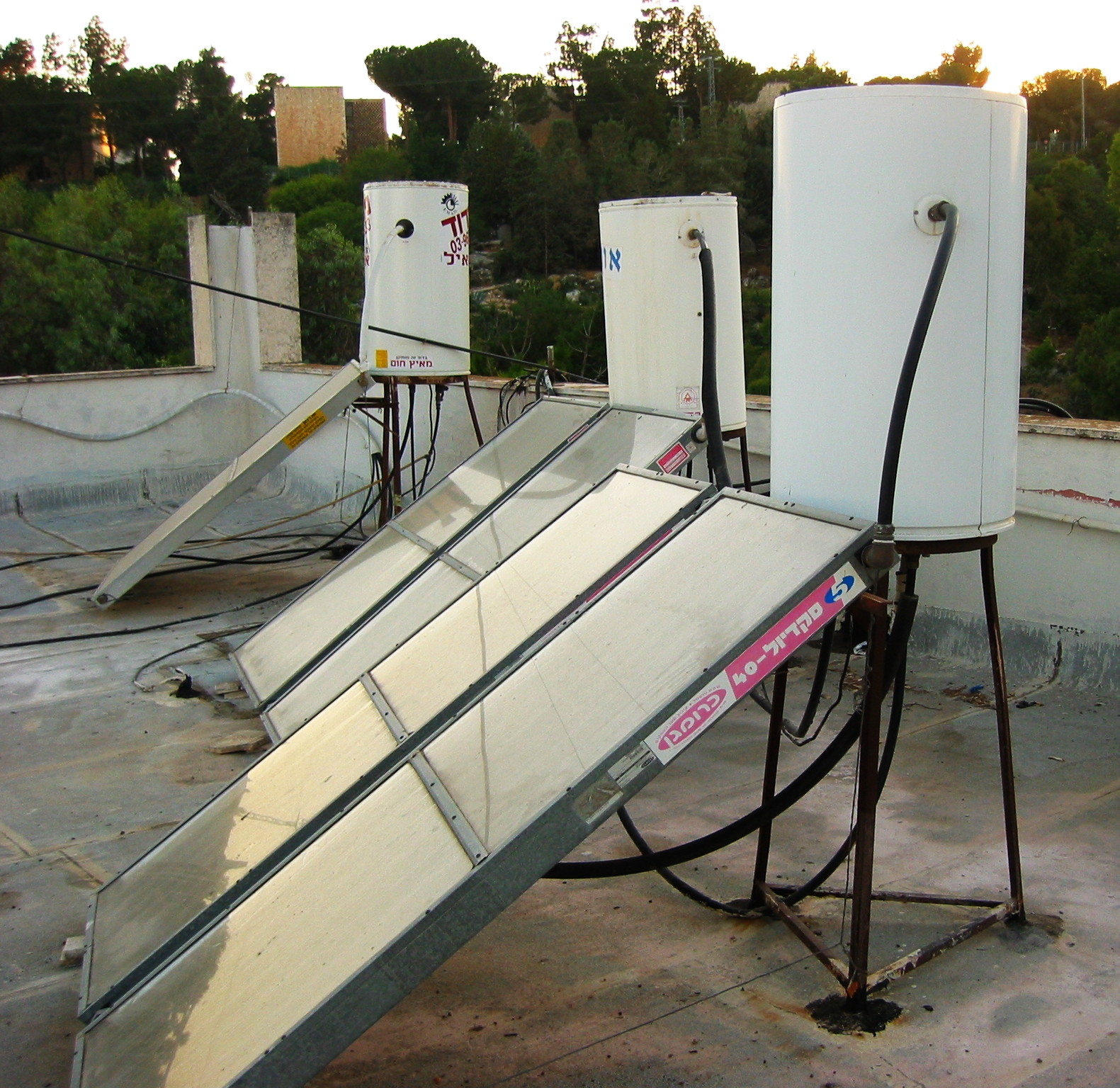
Chauffe-eau solaires passifs (thermosiphon) sur le toit de Jérusalem

Israël, Chypre et la Grèce sont les leaders en termes d'utilisation des systèmes de chauffage solaire de l'eau par habitant, soutenant 30 % à 40 % des foyers.
Les systèmes solaires plans ont été perfectionnés et utilisés à grande échelle en Israël. Dans les années 1950, en raison d'une pénurie de carburant, le gouvernement a interdit le chauffage de l'eau entre 22h et 6h. Levi Yissar a construit le premier prototype de chauffe-eau solaire israélien et en 1953, il a fondé la société NerYah, premier fabricant commercial israélien de chauffe-eau solaires. 
En 1967, 20 % de la population utilisait des chauffe-eau solaires. À la suite de la crise énergétique des années 1970, en 1980, Israël a rendu obligatoire l'installation de chauffe-eau solaires dans toutes les nouvelles habitations (à l'exception des immeubles de grande hauteur avec une surface de toit insuffisante). En conséquence, Israël est devenu le leader mondial de l'utilisation de l'énergie solaire par habitant, avec 85 % des ménages utilisant des systèmes thermiques solaires (représentant 3 % de la consommation d'énergie primaire nationale). Cela permet d'économiser environ 2 millions de barils (320 000 m³) de pétrole par an pour le pays,.
En 2005, l'Espagne est devenue le premier pays au monde à exiger l'installation de la production d'électricité photovoltaïque dans les nouveaux bâtiments, et le deuxième (après Israël) à exiger l'installation de systèmes de chauffage solaire de l'eau, en 2006.

### Asie

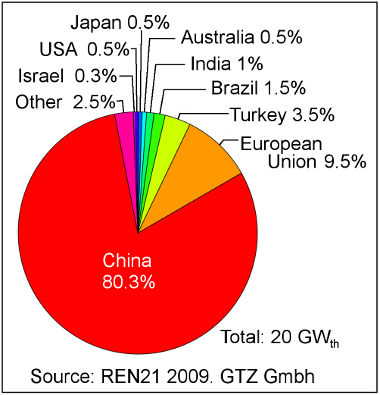
Nouvelles installations de chauffe-eau solaires en 2009, dans le monde entier

Après 1960, les systèmes ont été commercialisés au Japon.
L'Australie dispose d'une variété de réglementations nationales, étatiques et régionales pour le solaire thermique, à commencer par le MRET en 1997,,,.
Les systèmes de chauffage solaire de l'eau sont populaires en Chine, où les modèles de base commencent à environ 1 500 yuans (235 dollars américains), soit environ 80 % moins chers que dans les pays occidentaux pour une taille de collecteur donnée. Au moins 30 millions de foyers chinois en possèdent un. La popularité s'explique par l'utilisation de tubes sous vide efficaces qui permettent aux chauffe-eau de fonctionner même par temps nuageux et à des températures bien inférieures à zéro.

## Constitution
Un chauffe-eau solaire est constitué de plusieurs organes :
des panneaux ou capteurs solaires thermiquesqui captent l'énergie du rayonnement solaire en chauffant un fluide caloporteur (eau ou antigel) dans un circuit primaire. Ce dernier est chargé d'acheminer les calories récupérées jusqu'au réservoir, via un circuit primaire.
un réservoir ou ballon d'eau chaudedans lequel un volume d'eau est chauffé par le liquide caloporteur à travers un échangeur thermique, souvent un serpentin de cuivre. Deux fonctions coexistent : l'échangeur de chaleur et le stockage de l'eau chaude secondaire. Dans le cas d'une autoconstruction, il peut donc être en 2 parties : 1 échangeur de chaleur et un réservoir d'eau chaude, ceci peut permettre la réutilisation d'un cumulus.
un circulateurSi le réservoir est placé plus haut que le panneau solaire, il n'est pas nécessaire d'utiliser une pompe, l'eau chaude montant naturellement, comme pour un chauffage central traditionnel. La circulation de l'eau dans le circuit primaire se fait par thermosiphon quand  la température de l'eau dans le panneau est assez élevée, par rapport à celle du reste de la boucle primaire, pour amorcer la circulation. Sinon, si le ballon est plus bas que le capteur solaire, un circulateur est nécessaire. Il est constitué d'une pompe mue par un moteur électrique, il s'agit alors d'une « circulation forcée ».
un vase d'expansionsur le circuit primaire, assure la sécurité du matériel, il permet de compenser la dilatation thermique du fluide. Il prend la forme d'un petit réservoir métallique contenant une poche en caoutchouc d'un volume inférieur mais extensible ; une soupape de sécurité est impérative dans un circuit fermé, dans le cas où elle ne serait pas intégrée à celui-ci. Un vase d'expansion à l'air libre (simple bidon en plastique) placé au point haut résout les problèmes de dilatation et de sécurité en cas de surchauffe (pas de vidange de fluide caloporteur). Le vase d'expansion peut être remplacé directement par le contenant de l'échangeur de chaleur dans le cas d'un système « drain back » ou auto-vidangeable, donc à pression atmosphérique ;
un dispositif de chauffage d'appointpeut être intégré au réservoir sous forme d'une résistance électrique ou mis en parallèle : liaison à une chaudière à gaz, au fioul ou au bois. Il est utile lorsque l'énergie solaire ne suffit pas aux besoins, donc pendant la saison froide, par temps couvert, ou bien lors du passage de personnes extérieures ou lors d’événements. L'appoint peut (très exceptionnellement dans les régions à climat tempéré ou océanique) être évité avec une plus grande installation pour pallier les creux ou en adaptant la façon dont on utilise l'eau chaude[réf. souhaitée].
protection antigell'hiver, si le circuit primaire est de l'eau, il peut être nécessaire d'arrêter son alimentation en eau et de vidanger le circuit pour éviter tout dommage lié au gel. Pour pallier cet inconvénient, on préférera utiliser un liquide caloporteur constitué d'antigel alimentaire  comme le tyfocor, l'autre solution consiste à utiliser un système auto-vidangeable.

## Trois types d'installations

### Moquette solaire
La moquette solaire consiste simplement en un tapis de couleur noire posé à plat dans lequel circule l'eau à chauffer, à travers des tuyaux ou rainures. Elle est généralement souple et amovible. On l'utilise quand le volume d'eau requis est faible ou qu'une température basse suffit. L'efficacité dépend de l'ensoleillement mais aussi de la température de l'air. Ce capteur simplifié à l'extrême est donc parfaitement adapté au réchauffage des piscines (très utilisé en Allemagne : toiture de la piscine municipale de Rheda-Wiedenbrück, mais des fabricants français proposent aussi des kits), ou des douches de camping. Un ballon d'eau de couleur noire accroché, dans un arbre par exemple, fait également une bonne douche écologique de camping.

### Circulation par thermosiphon
Le système à circulation par thermosiphon est le plus simple ; basé sur le principe selon lequel l'eau chaude, du fait de sa moindre densité a tendance à monter naturellement, il impose que le réservoir de stockage soit placé plus haut que les capteurs.
Si le ballon est situé au-dessus du capteur, lorsque les capteurs sont exposés au soleil ou à une certaine luminosité, il s'établit une circulation naturelle : le fluide caloporteur chaud se situant dans les serpentins en cuivre, monte vers le réservoir de stockage, cède ses calories avant de revenir dans le bas du capteur. La circulation se poursuit tant que l'eau contenue dans le capteur est plus chaude que l'eau dans le ballon.
Certains petits modèles commerciaux exploitent le système du thermosiphon : de type « monobloc » ou « compact », ils intègrent capteurs et ballon sur la même structure.

#### Avantages
Prix, simplicité, facilité de raccordement, gains énergétiques.[réf. nécessaire]

#### Inconvénients
Dans le système monobloc, le ballon étant situé à l'extérieur comme les capteurs, subit plus de déperditions (risque de gel). De plus l'ensemble étant assez encombrant il est difficile de l'intégrer à l'habitat (critères esthétiques). Pour ces raisons, ce système est très répandu dans les zones au climat chaud (Caraïbes, La Réunion, bassin méditerranéen, etc.) sur toiture horizontale de type terrasse, ou en pose au sol. Selon la disposition du bâtiment, il est possible de se prémunir des problèmes de gel (et d'esthétique) en montant le ballon à l'intérieur dans les combles (toujours plus haut que les capteurs pour une circulation par thermosiphon), avec les capteurs au bas de la toiture ou sur un mur au sud. Le grand avantage du thermosiphon, créé par le chauffe-eau solaire, est sa fiabilité et sa simplicité technique : pas de pompe, pas de clapet anti-retour, pas de sondes thermiques, ni de régulateur électronique. Le système fonctionne sans électricité, sans aucun autre apport d'énergie autre que l'énergie solaire (le « moteur » de la circulation du fluide caloporteur étant la différence de température entre le capteur et le ballon). Par contre, sa réalisation « in situ » réclame un minimum de savoir-faire : hormis la contrainte des positions relatives des capteurs et du ballon, les diamètres de tuyau du circuit primaire doivent être un peu plus importants pour limiter au maximum les pertes de charge, et doivent aussi ne pas être à contre-pente.

### Circulation forcée
Le système à circulation forcée est plus complexe, mais offre la plus grande souplesse d'installation et facilite une intégration harmonieuse au bâtiment. Cette famille comporte elle-même deux sous familles de produits : les systèmes dits auto-vidangeables et les systèmes classiques, non auto-vidangeables.

#### Systèmes auto-vidangeables
Dans ces systèmes, le fluide caloporteur est vidangé du circuit solaire par gravité dès que le circulateur arrête de fonctionner. L'air qui se trouve dans le circuit solaire vient alors remplacer le fluide caloporteur dans les panneaux ainsi que dans la partie du circuit solaire située au-dessus du réservoir de vidange. Le réservoir de vidange est soit un réservoir externe, soit le ballon solaire, soit l'échangeur de chaleur en serpentin situé dans le ballon et sur-dimensionné pour remplir la fonction de réservoir. En cas de gel, pas besoin de protection puisque la partie du réseau à l'extérieur n'est plus en eau, mais remplie d'air. On évite donc le fluide caloporteur antigel, c'est ce que recherchent les adeptes de cette solution, un peu plus contraignante que la suivante en termes d'installation.

#### Systèmes classiques
Dans le circuit à circulation forcée « classique », le circuit primaire (panneaux, échangeur du ballon) est complètement rempli d'antigel : c'est de loin le plus souple en termes d'implantation des panneaux et du ballon, et pour cette raison le plus répandu en Europe.
Les températures du capteur et du ballon sont prises en compte par une régulation électronique qui commande la pompe de circulation du fluide caloporteur, celui-ci étant mis en circulation lorsque la température du capteur est supérieure à celle du ballon.
Par rapport au système à thermosiphon, le débit plus élevé du fluide caloporteur assure des températures plus basses dans tout le circuit primaire réduisant ainsi les pertes thermiques, améliorant ainsi le rendement.
Cette configuration offre plus de possibilités quant à l'emplacement du ballon, celui-ci ne devant plus être nécessairement placé au-dessus des capteurs, ce qui permet de s'adapter plus facilement aux contraintes du bâtiment.
Le ballon est alors le plus souvent posé à l'emplacement ou en complément du chauffe-eau électrique ou à côté de la chaudière existante pour faciliter l'appoint.

## Précautions
Deux types de précautions sont à prendre en compte :
- l'hiver, si le circuit primaire est de l'eau il risque de geler avec des conséquences sur le capteur et la tuyauterie, ce qui oblige à arrêter de l'alimenter en eau et à le purger dès que la température de l'air est inférieure à 0 °C ;
- l'été le circuit primaire peut devenir très chaud voire brûlant et des précautions doivent être prises pour éviter que cela ne survienne, entre autres en ajustant son inclinaison, son orientation voire son masquage partiel ou total[20]. Dans tous les cas un vase d'expansion[21] et une soupape de sécurité sont nécessaires afin d’éviter toute surpression qui pourrait mettre en danger l'installation. La température du ballon d'eau chaude sanitaire ne devrait pas dépasser 65 °C[b].

## Système d'appoint au chauffage
Le système de chauffage d'appoint est nécessaire pour pouvoir disposer d'eau chaude même pendant les périodes de faible ensoleillement. Il est possible de s'en passer, mais cela conduit à une installation plus importante, principalement d'un réservoir beaucoup plus gros, puisqu'il doit être capable de fournir de l'eau chaude durant des périodes grises. Un système de chauffage d'appoint, de type chaudière à gaz ou électrique, est une solution intéressante d'un point de vue économique.
Il existe alors trois possibilités pour placer ce chauffage d'appoint. 

### Solution n°1: Installer le chauffage en série à la sortie de l'accumulateur d'eau chaude
Le chauffage se déclenche alors de manière automatique lorsque l'eau à la sortie de l'accumulateur est trop froide. Il faut une grande puissance instantanée pour chauffer l'eau au passage à la demande, le gaz correspond au mieux à un tel fonctionnement. En effet, avec l'électricité, on arrive très vite à la limite imposée par l'abonnement (Système français de facturation) mais le principe à des avantages en termes de rendement si on place le chauffe-eau instantané au plus près de la consommation. 

### Solution n°2: Placer ce chauffage d'appoint avec un échangeur de chaleur secondaire
Avec un échangeur de chaleur secondaire dans l'accumulateur, afin de chauffer l'eau de celui-ci, on évite un fonctionnement intermittent à chaque demande d'eau. Cette solution est cependant interdite dans certains pays (en Espagne par exemple), car elle nuit à l'efficacité de l'apport solaire (celui-ci étant d'autant plus important que l'eau dans le réservoir est froide). Un contrôleur intelligent (sonde) doté d'une minuterie serait souhaitable pour rendre le système autonome. 

### Solution n°3: Monter un deuxième réservoir en série avec un échangeur de chaleur
Cette solution consiste à placer le chauffage d'appoint avec un échangeur de chaleur associé ou placé dans un deuxième réservoir monté en série avec le premier et alimenté par ce premier. Cette manière de chauffer l'eau par le système d'appoint ne nuit pas à l'efficacité du système de chauffage solaire mais augmente les déperditions par les surfaces plus importantes des réserves ce qui oblige à une légère augmentation de la surface de captage. Dans le cas d'un échangeur de chaleur associé, le deuxième réservoir peut être une bouteille mélangeuse et l'échangeur, un échangeur à plaque.

## Positionnement et orientation du chauffe-eau solaire

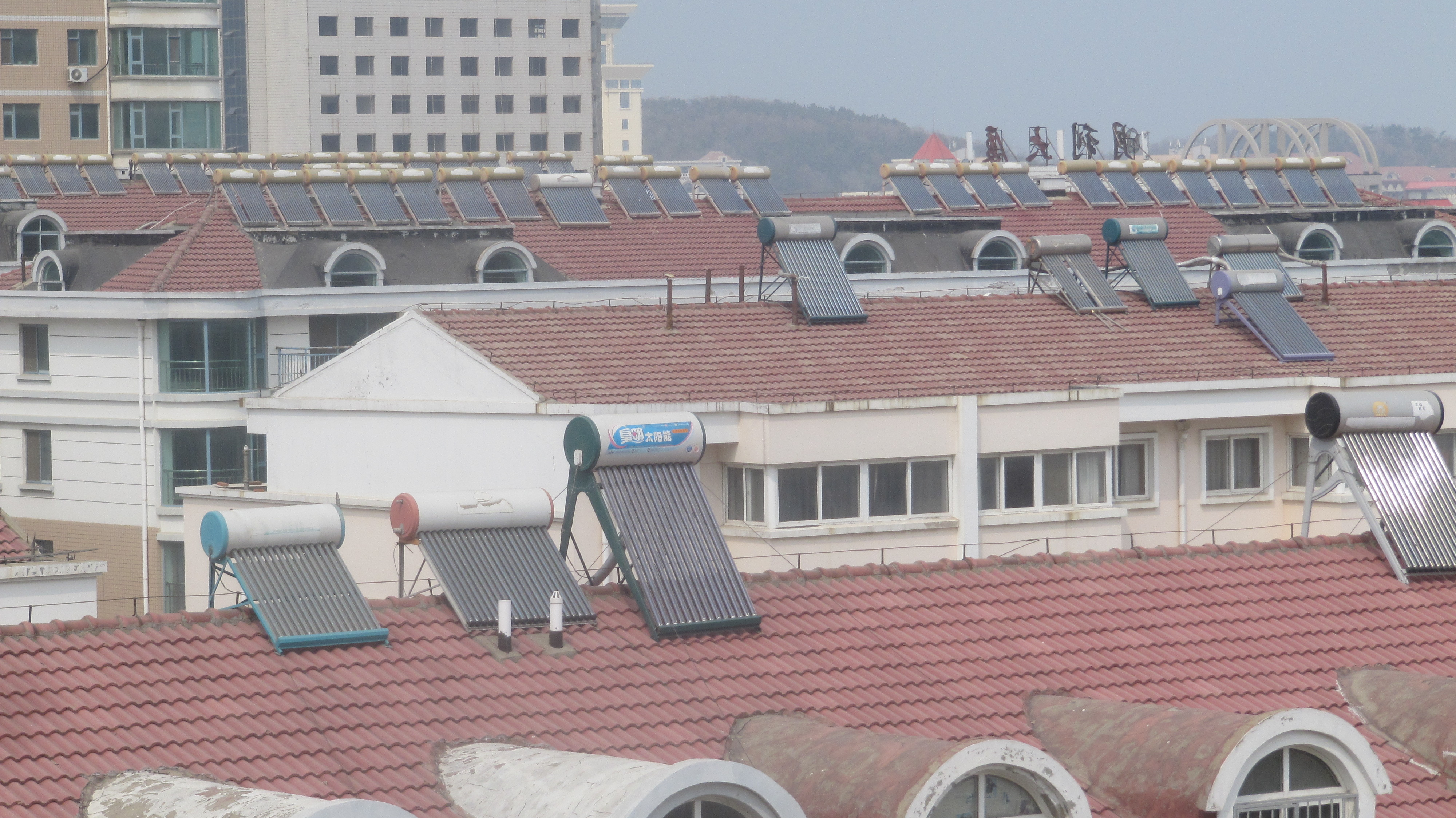
Cette technique est un grand succès dans toute la Chine, ici à Weihai, ville pourtant plutôt froide une majeure partie de l'année

Le positionnement et l'orientation d'une installation solaire peuvent être plus ou moins difficile à optimiser. La première question étant de savoir si on doit avantager une saison sur une autre.
En général, il faut privilégier la saison froide, car c'est là que le besoin de chaleur est le plus grand. C'est particulièrement vrai pour le chauffage solaire (radiateur) dont on n'a besoin que durant l'hiver.
Par contre l'optimisation d'un chauffe-eau solaire selon une saison  est moins importante car l'eau chaude sanitaire est consommée toute l'année. Cependant un chauffe-eau de taille raisonnable, orienté pour le soleil d'hiver arrivera sûrement à fournir de l'eau chaude le reste de l'année.
Dans le cas d'un camping utilisé seulement l'été, une optimisation sur le soleil d'été permet de sous-dimensionner les capteurs au prix d'un apport en hiver doublement réduit par le faible nombre de capteurs, et par la mauvaise optimisation de l'inclinaison.

### En régions tempérées
Un chauffe-eau solaire est un système technique sensible. Outre les raccordements techniques, la configuration et la mise en œuvre, l'exposition des panneaux doit être bien étudiée pour maximiser le rendement.
L'orientation doit maximiser l'exposition au soleil, être plus ou moins vers le Sud dans l'hémisphère Nord (et inversement), au moins entre sud ouest et sud est. L'inclinaison est aussi importante pour le rendement. Bien que soumis aux contraintes du bâtiment (comme une intégration sur toiture), un placement en façade est optimal techniquement. Il permet l'optimisation de l'inclinaison pour l'hiver et d'éviter ainsi la surchauffe en été.
Exemples d'inclinaison optimum du toit en France métropolitaine pour une orientation plein sud :
- fin juin : 30° (soit une pente de 50 %, style toit provençal) ;
- aux équinoxes : 45° (soit une pente de 100 %, style toit du Nord) ;
- fin décembre : 60° (soit une pente de 200 %, à 30° de la verticale).

Une orientation qui dévie du plein sud, même faiblement, verticalise encore les inclinaisons optimales.
Il faut aussi veiller à minimiser le masquage par des ombres d'objets voisins (bâtiments, arbres, collines, etc.). Chaque installation devra être étudiée au cas par cas selon les contraintes locales. Il faudra prendre en compte les ombres d'hiver qui sont plus longues que les ombres d'été, cependant certains arbres perdent leurs feuilles, et laissent donc passer le soleil.
Quand la vue est dégagée côté sud (campagne), l'optimum d'hiver conduit souvent à installer les capteurs sur la façade à hauteur suffisante pour éviter les ombres d'hiver (cabanon, pergola, clôture, arbuste). Les capteurs sont donc placés juste en dessous de la gouttière pour une toiture normale, et juste au-dessus pour une toiture à la Mansard (sur la pente forte).
Dans un environnement très urbanisé, très boisé (haute haie), ou dans un terrain encaissé, seuls les hauteurs les plus grandes peuvent échapper aux ombres portées par les obstacles de l'environnement. Les capteurs seront donc placés au plus haut, c'est-à-dire sur le toit.

### En régions tropicales
- L'optimum à midi est l'horizontale et l'orientation selon les points cardinaux n'a aucune importance.
- Le panneau peut être placé à la verticale à l'Est (pour le soleil du matin) ou à l'Ouest (soleil du soir), mais le rendement sera moins important qu'à l'horizontale.

### Aux grandes latitudes (Scandinavie, Laponie ,...)
Aux grandes latitudes un bon rendement impose les contraintes suivantes :
- l'optimum est au sud (au nord pour l'hémisphère sud), toujours quasi verticale, quelle que soit la saison ;
- pendant le mois de juin, les directions Est et Ouest sont aussi rentables que le sud ;
- le rendement est incertain en hiver.

## Contraintes réglementaires

### Règles et normes en France
Règles à respecter pour l'implantation de panneaux de chauffe-eau solaire en France :
- pour des raisons de droit de l'urbanisme, une autorisation de l'architecte des bâtiments de France peut être nécessaire en cas de construction dans un périmètre des bâtiments de France, de Plan de Sauvegarde et de Mise en Valeur (PSMV), de Site Classé, Zone Verte, Zone Classée Patrimoine Mondial ou autre Secteur sauvegardé[22] ;
- pour raisons liées au droit de l'urbanisme, il faut déposer une « déclaration de travaux » au service du cadastre de la mairie de la commune où est située l'installation[22] ;
- pour des raisons liées au droit fiscal, il faut choisir un matériel certifié « Solar Keymark » ou « CST-Bat » afin de pouvoir bénéficier du crédit d'impôt (50 % du prix du matériel hors taxe à l'exception des autres aides existantes) et de faire poser le matériel par un installateur agréé « Qualibat » (charte professionnelle à cet égard) pour pouvoir bénéficier des autres abattements et subventions existants aux échelles régionales, départementales et locales.[réf. souhaitée]

## Retour sur investissement
Le temps de retour sur investissement dépend du rendement de l'installation (quantité d'énergie qu'il permet d'économiser), le coût de l'énergie qu'il remplace, et du coût de l'investissement. Si on achète du matériel du commerce installé par un artisan, en l'absence de primes et autres avantages il faut parfois compter une vingtaine d'années[réf. souhaitée] pour amortir le coût, cette durée variant beaucoup suivant la zone géographique et l'ensoleillement. Mais si on tient compte du régime fiscal et des primes que cette installation permet d'obtenir dans certains états ou régions, cette durée de retour sur investissement peut être considérablement réduite.
Si une approche financière de ce type est des plus répandues, il faut néanmoins y mettre un bémol : de plus en plus d'artisans 'motivés' vous proposent des installations de qualité à des tarifs abordables, en se souciant du temps de retour sur investissement pour leur client ; et pour les bricoleurs, il existe aujourd'hui des fournisseurs de kits à monter soi-même. Du coup, le retour sur investissement, hors primes de l'état dans le second cas, se situe plutôt dans une fourchette de 4 à 8 ans.

### Subventions et avantages fiscaux en France
Le matériel doit être sous label Solar Keymark ou CST-bat afin de pouvoir bénéficier du crédit d'impôt (32 % du prix du matériel hors taxe à l'exception des autres aides existantes) et de faire poser le matériel par un installateur agréé « Qualisol » (charte professionnelle à cet égard) pour pouvoir bénéficier des autres abattements et subventions existants à l'échelle régionale, départementale et locale.
Les avantages fiscaux accordés par l'État en matière d'installation solaire sont nombreux :
- crédit d'impôt ;
- prime de la majorité des Conseils Régionaux en France est généralement de 700 euros (notamment Languedoc-Roussillon et même Nord-Pas-de-Calais) ;
- prime de divers départements tels que le Vaucluse, les Alpes-de-Haute-Provence ou encore les Alpes-Maritimes (généralement 350 euros, voire plus dans certains cas) ;
- une prime exceptionnelle peut être versée par certains regroupements communaux (la communauté d'agglomération du pays d'Aix, ou la communauté d'agglomération Garlaban-Huveaune-Sainte-Baume par exemple : 350 euros) ;
- les habitations de plus de deux ans bénéficient d'un régime de TVA à 10 % et ce sont les occupants du logement qui ont droit aux subventions et au crédit d'impôt même si ceux-ci sont simples locataires ;
- pour les chauffe-eau solaires collectifs, les avantages financiers délivrés par les pouvoirs publics proviennent généralement des régions et de l'ADEME et s'élèvent en moyenne à 65 % du prix de l'installation.

#### Problématiques
Cependant ces subventions peuvent entraîner quelques problèmes. 
Tout d'abord, il faut avancer l'argent car celles-ci ne sont généralement versées qu'après la fin des travaux et le paiement ce qui peut poser bien évidemment des problèmes de trésorerie.
Ensuite, certains installateurs et fabricants de matériel en ont profité pour augmenter leur prix quand les campagnes ont été lancées, aux environs de 2004.
Pour bénéficier du crédit d'impôt, il faut à ce jour que les panneaux bénéficient d'une homologation Solar Keymark, Cst-bat ou équivalente (dépendant des organismes de certification européenne) et soit posé par un professionnel (sans obligation du Qualisol : tout professionnel est censé vous couvrir par une assurance biennale et/ou décennale : il suffit de demander l'attestation d'assurance avant de signer). Selon l'approche que l'on en a la contrainte peut s'avérer rassurante.
Enfin, pour bénéficier des subventions sur le matériel il faut obligatoirement passer par un installateur agréé « Qualisol », ceci en théorie pour que les subventions profitent à des installations de qualité. Cependant la formation « Qualisol » est de courte durée et aucune vérification post-installation n'est effectuée par un organisme de contrôle, ce qui entraîne parfois des installations de mauvaise qualité par exemple des erreurs de dimensionnement entraînant l'utilisation d'un ballon surdimensionné par rapport à la surface de capteur (et dont l'appoint doit tourner), des erreurs de positionnement (installation plein est ou ouest) ou encore (très courant) de mauvaises inclinaisons. En effet les capteurs étant généralement monté en toiture, c'est l'inclinaison de celle-ci qui est utilisée, (en fonction de la latitude : 40 à 50 ° pour un chauffe eau produisant toute l'année,60 à 70 ° pour un chauffe-eau solaire devant produire en hiver et en inter-saison).
Les difficultés des démarches administratives, l'obligation de passer par un artisan pas toujours très bien qualifié malgré la formation, et les prix pratiqués ont conduit certaines personnes à le faire eux-mêmes en se passant des aides d'états. Le bilan économique est parfois intéressant en offrant en plus la possibilité d'être plus modulaire et d'étaler la construction et donc le financement sur plusieurs années (par exemple en augmentant progressivement la surface des coûteux capteurs jusqu'à la surface prévue au départ). Pour faciliter ceci une entraide importante a lieu chez les « autoconstructeurs » et des associations d'entraide se sont créées comme l'APPER qui organise des commandes groupées de matériel permettant une diminution importante des coûts du matériel.
Il est à noter que les prix des capteurs et autres éléments composant les systèmes solaires thermiques sont en baisse depuis 10 ans, avec néanmoins des produits qui sont, pour peu que l'on choisisse bien son fournisseur, de qualité[réf. nécessaire].
Pour les installations collectives de plus de 50 m2, l'ADEME impose un suivi des installations solaires par un organisme indépendant afin d'assurer la garantie de résultats solaires (GRS).

#### Crédit d'impôt pour une installation de chauffe-eau solaire individuel (en France)
En France, il existe une aide financière de l'État pour l'installation d'un système de production d'énergie renouvelable tel que le chauffe-eau solaire. Cette aide est délivrée sous la forme d'un crédit d'impôt.
Si les aides territoriales sont généralement d'application immédiates concernant une installation solaire pour eau chaude sanitaire, le  crédit d'impôt s'applique pour la déclaration sur le revenu de l'année suivante.
Il est également applicable pour les contribuables qui ne sont pas imposables, dans ce cas ils perçoivent un chèque correspondant à son montant directement à leur domicile.

### Subvention et avantages fiscaux au Québec
L’acquisition d’un chauffe-piscine avec capteurs solaires est admissible à un crédit d’impôt du gouvernement du Québec qui a mis sur pied un programme qui vise à encourager les gens à opter pour un chauffe-piscine plus écologique. Le coût d'acquisition d'un tel système de chauffage varie en fonction de la taille de la piscine à chauffer. Le montant attribué en crédit d'impôt par le gouvernement québécois est de 20 % excédant le montant fixé par le programme[pas clair].

### Subvention et avantages fiscaux en Suisse
La Suisse a misé sur une autre façon d'attribuer l'aide publique, en effet les installations sont certifiées après fabrication et après de courtes formations. Les particuliers peuvent ainsi le faire eux-mêmes et bénéficier tout de même des aides si leurs installations passent la certification.